# Гаудерик Веллетрийский
Гаудерик Веллетрийский (Gauderico, O.S.B.Cas., также известный как Gaudricus, Gaudenzio, Gaudens, Gulaterius, Fandericus) — католический церковный деятель IX века.. Принял обеты ордена Бенедиктинцев в аббатстве Монтекассино. В 867 году стал кардиналом-епископом Веллетри. В течение нескольких лет начиная с 868 года участвовал в делах, связанных с прибытием Кирилла и Мефодия.